# Жуков, Павел Александрович
Па́вел Алекса́ндрович Жу́ков (16 июля 1903 — 9 октября 1968) — советский государственный и партийный руководитель, учёный-экономист, кандидат экономических наук (1938), профессор (1961).

## Биография
Родился 16 июля 1903 года в Костроме.
В сентябре 1919 — мае 1920 гг. делопроизводитель управления 8-го района Костромской уездной милиции. С августа 1920 г. красноармеец Костромского территориального полка, с октября 1920 г. красноармеец водной милиции войск ВОХР в г. Ярославле; демобилизован в августе 1921 г.
С октября 1921 г. на электроводопроводной станции Костромского водопровода контролер по проверке и ремонту водомеров, с декабря 1921 г. освобожденный член завкома станции. С ноября 1925 г. инструктор Костромского губернского совета профсоюзов. С октября 1926 г. в Костромском губернском отделе труда заведующий тарифно-конфликтным подотделом, с 1927 г. консультант.
В сентябре 1928 — июле 1931 гг. студент факультета советского строительства Ленинградского института советского строительства и права; экономист.
С июля 1931 г. экономист по промышленности и транспорту планового сектора Уральского областного отдела труда (г. Свердловск). С марта 1932 г. в Уральском механико-машиностроительном институте преподаватель социально-экономических наук, одновременно с января 1934 г. заместитель начальника учебной части института. С июля 1934 г. в Уральском индустриальном институте преподаватель экономических наук, в июне 1939 — феврале 1940 гг. доцент кафедры экономики машиностроения. Одновременно в Уральском индустриальном институте в июле 1934 — июле 1935, сентябре 1936 — августе 1937 гг. заместитель декана машиностроительного факультета, с декабря 1938 г. заведующий методическим сектором института, заместитель главного редактора трудов института.
Одновременно в 1935—1938 гг. аспирант кафедры экономики машиностроения инженерно-экономического факультета Ленинградского индустриального института. 21 декабря 1938 г. в Ленинградском индустриальном институте защитил диссертацию на соискание ученой степени кандидата экономических наук по теме: «Проблемы экскаваторостроения СССР». В 1939 г. утвержден в ученом звании доцента.
С февраля 1940 г. заведующий промышленным отделом Свердловского горкома ВКП(б). С марта 1941 г. секретарь по машиностроению, с июня 1942 г. третий секретарь Свердловского горкома ВКП(б). В апреле 1945 — феврале 1949 гг. второй секретарь Свердловского горкома ВКП(б).
С июня 1949 г. проректор по учебной работе и доцент кафедры экономической географии Уральского государственного университета. С января 1951 г. доцент кафедры марксизма-ленинизма и заведующий Свердловским учебно-консультативным пунктом Всесоюзного заочного финансового института.
С августа 1953 г. в Уральском политехническом институте на кафедре экономики машиностроения (экономики и организации предприятий машиностроительной промышленности) доцент, с сентября 1955 г. заведующий кафедрой. В 1961 г. утвержден в ученом звании профессора. Одновременно с 1960 г. член комиссии госплана РСФСР по разработке перспектив развития народного хозяйства Урала; с января 1962 г. член совета по координации и планированию работы Средне-Уральского совнархоза; с октября 1963 г. почетный член Всесоюзного научно-технического общества машиностроительной промышленности.
Скоропостижно скончался 9 октября 1968 года в Свердловске. Похоронен на Широкореченском кладбище Екатеринбурга.

## Награды
- Орден Отечественной войны II степени за выполнение заданий ГКО по увеличению выпуска пушек (1945);
- Орден Трудового Красного Знамени за образцовое выполнение заданий Правительства по выпуску пушек (1944);
- Орден Красной Звезды за образцовое выполнение заданий Правительства по увеличению выпуска танков, танковых дизелей и бронекорпусов (1943);
- Орден «Знак Почета» за успешную работу в высшей школе по подготовке молодых специалистов (1961);
- Медаль «За победу над Германией в Великой Отечественной войне 1941—1945 гг.» (1945);
- Медаль «За доблестный труд в Великой Отечественной войне 1941—1945 гг.» (1945);
- Медаль «За боевые заслуги» за активное участие в Великой октябрьской социалистической революции, гражданской войне и в борьбе за установление советской власти в 1917—1922 гг. (1967);
- Почетная грамота Президиума Верховного Совета РСФСР за многолетнюю плодотворную научно-исследовательскую и педагогическую деятельность и в связи с 60-летием со дня рождения (1963).

## Основные труды
- Резервы повышения производительности труда на машиностроительных заводах. — Свердловск, 1944.
- О себестоимости продукции. — Свердловск, 1945 (совместно с Г. А. Пруденским)
- Проблемы экскаваторостроения в СССР. — М., 1946 (совместно с Н. Д. Авериным)
- За рентабельность в машиностроении. — Свердловск, 1948 (совместно с Г. А. Пруденским)
- Экскаваторы. — М., 1949 (совместно с Н. Г. Домбровским, Н. Д. Авериным)
- Ведущая роль социалистической промышленности в развитии сельского хозяйства СССР. — Свердловск, 1954 (совместно с В. И. Ганштак)
- Машиностроители Урала в борьбе за технический прогресс. — Свердловск, 1954.
- Специализация и кооперирование в Уральском промышленном районе // Известия. — 1955. — 12 июля (совместно с В. И. Довгополом)
- Резервы производства металлических изделий: из опыта местной и кооперативной промышленности города Свердловска. — Свердловск, 1955.
- Тяжелая промышленность Свердловской области в шестой пятилетке // Уральский рабочий. — 1956. — 16 марта.
- Специализация и кооперирование в промышленности. — М., 1957 (совместно с В. И. Ганштак)
- Свердловский экономический район. — Свердловск, 1957.
- Об экономическом обосновании конструкций // Промышленно-экономический бюллетень (орган Свердловского совнархоза). — 1957. — № 3 (совместно с В. И. Ганштак, Ф. М. Морщаковым)
- Специализация и кооперирование в промышленности: на примере промышленности Свердловской области. — М., 1957 (совместно с В. И. Ганштак)
- От рабочего места до совнархоза // Социалистический труд. — 1958. — № 1 (совместно с В. И. Ганштак, П. Ф. Серб)
- Экономический анализ — средство управления производством // Уральский рабочий. — 1960. — 22 марта.
- Резервы машиностроительных предприятий. — Свердловск, 1960 (совместно с В. И. Ганштак)
- Развитие экскаваторостроения в СССР. — М., 1960.
- Резервы производства в действии // Библиотечка рабочего-машиностроителя. Основы экономики машиностроения. — М., 1960; 2-е изд. — М., 1962.
- О специализации в крупном экономическом районе // Экономическая газета. — 1961. — № 21 (совместно с В. И. Ганштак)
- Общественные бюро экономического анализа. — М. — Свердловск, 1961 (совместно с В. И. Ганштак)
- Шире развивать общественные начала, больше внимания экономической работе // Машиностроение. — 1962. — № 3.
- Резервы производства в действии. — М. — Свердловск, 1962 (совместно с М. И. Беловым)
- Экономика машиностроения, организация и планирование предприятий: Учебное пособие / Под. ред. П. А. Жукова. — М., 1963 (в соавторстве)
- Резервы производства неисчерпаемы! (На примере машиностроительных предприятий Свердловской области). — Свердловск, 1963 (совместно с В. И. Ганштак)
- Участие общественности в экономическом анализе // Бухгалтерский учет. — 1963. — № 1.
- Ширить ряды экономистов-общественников // Экономическая газета (Заочные экономические курсы: Специальный выпуск). — 1963. — № 20.
- Новая форма организации экономического анализа на промышленном предприятии // Плановое хозяйство. — 1963. — № 9.
- Расширять границы специализации: о резервах машиностроения Большого Урала // Экономическая газета. — 1964. — № 17 (совместно с В. Ганштак, Е. Макаровым)
- Общественные бюро экономического анализа на машиностроительных заводах. — М., 1964 (совместно с В. И. Ганштак)
- Средне-Уральский экономический район. — Свердловск, 1965 (совместно с И. Н. Багровым)
- Общественная аналитическая работа на машиностроительном предприятии. — М., 1967
- Экономическое воспитание и образование // Коммунист. — 1968. — № 8 (совместно с Н. Веселовым, Е. Макаровым)
- Машиностроение Урала к 50-летию Советской власти. — М., 1968 (в соавторстве)

## Электронные информационные ресурсы
- Биография П. А. Жукова в Свободной энциклопедии Урала  (недоступная ссылка)